# 私掠

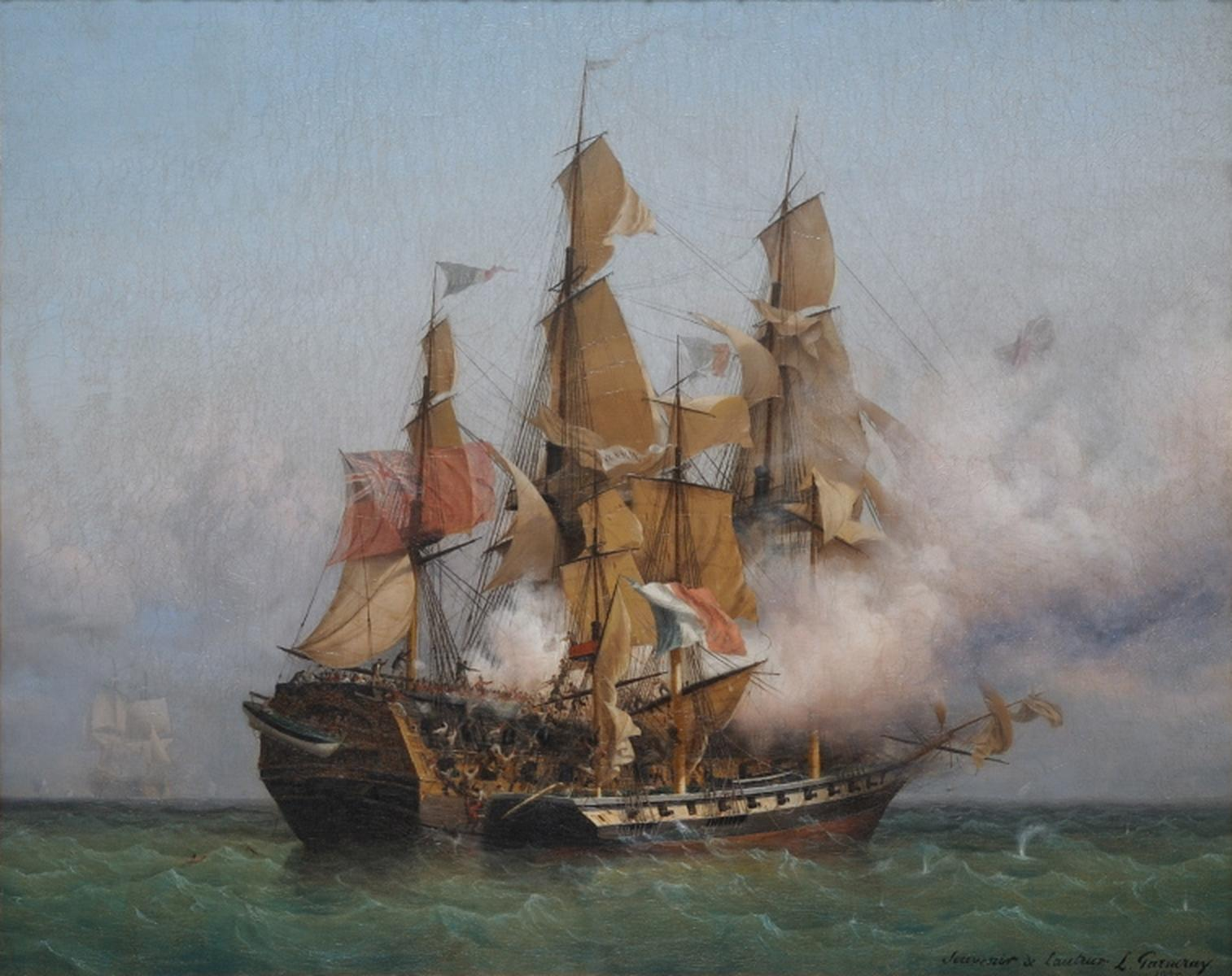
不列顛東印度公司所屬之肯特號（英語名：Kent，左）在 1800 年 10 月與法國籍私掠者羅伯特·蘇庫夫（Robert Surcouf）指揮的私掠船 Confiance號作戰。安布羅斯·路易斯·加內雷（Ambroise Louis Garneray）繪於約1850年。

私掠者（英語：privateer）是指根據戰爭委託從事海戰的私人或船隻。 由於武裝搶劫是海上貿易的一個常見部分，直到19世紀初，所有商船都攜帶武器。在戰時，一個主權者或授權機構頒發委託合約，也稱為私掠許可證。該許可證授權持有人透過戰爭手段在海上採取所有形式的敵對行為，這包括攻擊外國船隻並將之佔為己有（以作獎賞），以及將俘獲船員作為囚犯交換。根據海事法中有關規定，被捕獲的船隻將被沒收和出售，收益按私掠者的讚助商、船東、船長和船員之間的百分比劃分。委託合約的發行人（即主權國家）通常會獲得一定比例的份額。
私掠允許主權者透過動員私有武裝船隻和水手來補充國家權力來籌集戰爭收入。對於參與者而言，私掠提供了比作為商船海員或漁民獲得更大收入和利潤的潛力。然而，這種激勵增加了私人在戰爭結束後轉向海盜的風險。
該類委託合約通常保護私掠者避免被指控為海盜，但實際上由于其工作性质私掠者的合法性和地位往往含糊不清。根據具體的主權和時間段，委託合約可能會匆忙發出；私掠者可能會採取超出委託合約授權範圍的行動，包括在委託合約到期後採取行動。在委託合約到期或和平條約簽署後繼續襲擊的私掠船可能面臨海盜指控。海盜的風險和中央集權軍事控制的現代國家體系的出現導致了 19 世紀末私掠活動的衰落。